# Вагнер Гонсалвіш
Вагнер Гонсалвіш Ногейра де Соужа або просто Вагнер Гонсалвіш (порт.-браз. Vagner Gonçalves Nogueira de Souza, нар. 27 квітня 1996, Порту-Алегрі, Бразилія) — бразильський футболіст, вінгер.

## Життєпис
Вихованець молодіжної команди «Бастія». У дорослому футболі дебютував 7 вересня 2014 року в програному (1:2) домашньому поєдинку 3-го туру Аматорського чемпіонату Франції 2 проти «Гонфревіля». Вагнер вийшов на поле на 63-й хвилині, замінивши Жульєна Ромейна. Дебютним голом у дорослому футболі відзначився 24 січня 2015 року на 60-й хвилині програного (1:2) домашнього поєдинку 14-го туру Аматорського чемпіонату Франції 2 проти «Фуріані-Альяні». Гонсалвіш вийшов на поле в стартовому складі та відіграв увесь матч, а на 20-ій хвилині отримав жовту картку. У команді провів два сезони, за цей час за другу команду «Бастії» зіграв 30 матчів та відзначився 2-ма голами. Одного разу потрапив до заявки першої команди «Бастії» на поєдинок Ліги 1, але просидів увесь матч на лаві запасних.
У 2016 році перебрався до Грузії, де підсилив «Сабуртало». У складі нового клубу дебютував 23 серпня 2016 року в програному (1:2) виїзному поєдинку Кубку Давида Кіпіані проти «Чхерімелі». Вагнер вийшов на поле в старовому складі, а на 63-й хвилині його замінив Санті Хара. У Ліга Умаглесі дебютував 27 серпня 2016 року в програному (0:1) поєдинку 4-го туру проти потійського «Колхеті». Гонсалвіш вийшов на поле на 77-й хвилині, замінивши Елвіна Теру. Дебютним голом за «Сабуртало» відзначився 29 жовтня 2016 року на 45+1-й хвилині переможного (6:1) поєдинку проти «Колхеті». Гонсалвіш вийшов на поле в стартовому складі та відіграв увесь матч. У команді відіграв чотири сезони, за цей час у чемпіонаті Грузії зіграв 69 матчів (18 голів) та 3 поєдинки в кубку Грузії. У сезоні 2017/18 років відправився в оренду до бельгійського «Серкля». Проте в команді не отримав ігрової практики, зіграв 1 матч у Другому дивізіоні бельгійського чемпіонату.
У 2020 році перейшов у батумському «Динамо». У футболці батумського клубу дебютував 29 лютого 2020 року в нічийному (0:0) домашньому поєдинку 1-го туру Ліги Еровнулі проти «Мерані» (Тбілісі). Вагнер вийшов на поле в стартовому складі, а на 77-й хвилині його замінив Торніке Гарпіндашвілі. Єдиним голом за «Динамо» відзначився 2 серпня 2020 року на 37-й хвилині переможного (2:0) домашнього поєдинку 8-го туру Ліги Еровнулі проти «Самтредії». Гонсалвіш вийшов на поле в стартовому складі, на 72-й хвилині отримав жовту картку, а на 90+1-й хвилині його замінив Валеріан Тевдорадзе. У команді відіграв один сезон, зіграв 14 матчів (1 гол) у Лізі Умаглесі, ще 1 поєдинок провів у кубку Грузії.
24 січня 2021 року підписав 2-річний контракт з «Дніпром-1».

## Статистика виступів

### Клубна
Станом на 8 квітня 2019.
| Клуб                       | Сезон             | Ліга                            | Ліга  | Ліга | Кубок | Кубок | Єврокубки | Єврокубки | Інші  | Інші | Загалом | Загалом |
| Клуб                       | Сезон             | Дивізіон                        | Матчі | Голи | Матчі | Голи  | Матчі     | Голи      | Матчі | Голи | Матчі   | Голи    |
| -------------------------- | ----------------- | ------------------------------- | ----- | ---- | ----- | ----- | --------- | --------- | ----- | ---- | ------- | ------- |
| «Бастія Б»                 | 2014–15           | Аматорський чемпіонат Франції 2 | 7     | 2    | 0     | 0     | –         | –         | –     | –    | 7       | 2       |
| «Бастія Б»                 | 2015–16           | Аматорський чемпіонат Франції 2 | 23    | 6    | 0     | 0     | –         | –         | –     | –    | 23      | 6       |
| «Бастія Б»                 | Загалом           | Загалом                         | 30    | 8    | 0     | 0     | –         | –         | –     | –    | 30      | 8       |
| «Сабуртало»                | 2016              | Ліга Умаглесі                   | 12    | 2    | 1     | 0     | –         | –         | –     | –    | 13      | 2       |
| «Сабуртало»                | 2017              | Ліга Еровнулі                   | 15    | 4    | 1     | 0     | –         | –         | –     | –    | 16      | 4       |
| «Сабуртало»                | 2018              | Ліга Еровнулі                   | 32    | 11   | 0     | 0     | –         | –         | –     | –    | 32      | 11      |
| «Сабуртало»                | 2019              | Ліга Еровнулі                   | 10    | 1    | 0     | 0     | 0         | 0         | 1     | 0    | 11      | 1       |
| «Сабуртало»                | Загалом           | Загалом                         | 69    | 18   | 2     | 0     | 0         | 0         | 1     | 0    | 72      | 18      |
| «Серкль» (Брюгге) (оренда) | 2017–18           | Проксімус ліга                  | 1     | 0    | 0     | 0     | –         | –         | –     | –    | 1       | 0       |
| «Динамо» (Батумі)          | 2020              | Ліга Еровнулі                   | 2     | 0    | 0     | 0     | 0         | 0         | –     | –    | 2       | 0       |
| «Дніпро-1»                 | 2020–21           | Прем'єр-ліга України            | 3     | 1    | 1     | 0     | –         | –         | –     | –    | 4       | 1       |
| Усього за кар'єру          | Усього за кар'єру | Усього за кар'єру               | 105   | 27   | 3     | 0     | 0         | 0         | 1     | 0    | 109     | 27      |

Примітка
1. 1 2  Матчі в кубку Грузії
2. ↑  Матчі в суперкубку Грузії

## Титули і досягнення
- Чемпіон Грузії (1):

«Іберія 1999»: 2018
- Володар Кубка Грузії (1):

«Іберія 1999»: 2019
- Чемпіон Вірменії (1):

«Пюнік»: 2023-24